# Johann Wilhelm von Müller
Johann Wilhelm von Müller (auch: John von Müller; * 4. März 1824 in Kochersteinsfeld; † 24. Oktober 1866 ebenda) war ein deutscher Ornithologe, Forschungsreisender und Autor. In der deutschsprachigen Presse der Zeit wurde er üblicherweise einfach „Baron Müller“ genannt.

## Leben
Johann Wilhelm von Müller war der Enkel des Bankiers Johannes von Müller, der das Adelsprädikat erlangt und das Schloss Kochersteinsfeld erworben hatte, in dem Johann 1824 zur Welt kam. 1861 heiratete er Maria von Lücken, die Ehe blieb kinderlos.
Müller studierte an den Universitäten Bonn, Heidelberg und Jena. In den Jahren 1845 bis 1849 unternahm er Reisen durch Algier, Marokko und Ägypten, wo er sich für die dortige Tierwelt, speziell die Vogelwelt interessierte. Ab 1847 hatte er den jungen (und später durch sein „Thierleben“ berühmten) Alfred Brehm als Sekretär mit sich. Von den Reisen brachte er außer Tieren auch das Mädchen Fathme und die Knaben Araki und Abdallah mit, die ihm der ägyptische Vizekönig geschenkt haben soll.
Weitere Reisen führten ihn 1856 nach Nordamerika und Mexiko – hier war der Astronom August Sonntag sein Sekretär – sowie 1864/65 nach Spanien. Auf den Reisen entstanden mehrere Schriften, darunter 1853 Beiträge zur Ornithologie Afrikas und ein dreibändiger Reisebericht von seiner Amerikareise.
In den 1850er Jahren wurde er österreichisch-ungarischer Generalkonsul für Khartum, den Sudan und ganz Zentralafrika. Damit verbunden wurde er in den Freiherrenstand erhoben. Im Jahr 1849 wurde er zum Mitglied der Leopoldina gewählt.
Johann Wilhelm von Müller wurde in der Familiengruft in Kochersteinsfeld beigesetzt.

## Würdigung
Der Saphirspint (Merops muelleri) aus der Familie der Bienenfresser wurde nach ihm benannt.